# Cryptoglena
Cryptoglena is een geslacht in de taxonomische indeling van de Euglenozoa. Deze micro-organismen zijn eencellig en meestal rond de 15-40 mm groot. Het organisme behoort tot de familie Euglenaceae. Cryptoglena werd in 1831 ontdekt door Ehrenberg.